# 下呂町立竹原西小学校
下呂町立竹原西小学校 （げろちょうりつ たけはらにししょうがっこう）は、かつて岐阜県益田郡下呂町（現・下呂市）に存在した公立小学校。

## 概要
- 校区は乗政（旧・益田郡竹原村乗政）であった。1971年、宮地小学校、竹原東小学校と統合し、竹原小学校の新設により廃校。
- 廃校後、校舎は1972年まで竹原小学校西教室として使用された。

## 沿革
- 1886年（明治19年） - 宮地尋常小学校から分立し、乗政尋常小学校として開校。校区は乗政。
- 1898年（明治31年）4月 - 宮地尋常小学校を統合。同時に竹原第二尋常小学校に改称する。校区は乗政、宮地。
- 1903年（明治36年）
  - 4月 - 竹原西尋常小学校に改称する。
  - 5月 - 高等科を設置し、竹原西尋常高等小学校に改称する。
- 1905年（明治38年） - 宮地分校を設置。
- 1909年（明治42年） - 宮地分校が宮地尋常小学校として独立。
- 1910年（明治43年） - 校舎を新築。
- 1932年（昭和7年） - 校舎を増築。
- 1941年（昭和16年）4月1日 - 竹原西国民学校に改称する。
- 1947年（昭和22年）
  - 4月1日 - 竹原村立竹原西小学校に改称する。竹原中学校の乗政地区の生徒の委託授業を行う。
  - 5月1日 - 竹原中学校の委託授業を解消。
- 1955年（昭和30年）4月1日 - 下呂町、上原村、中原村と合併し、改めて下呂町が発足。同時に下呂町立竹原西小学校に改称する。
- 1971年（昭和46年）3月 - 宮地小学校、竹原東小学校と統合し、竹原小学校の新設により廃校。